# Francesca Civerchia
Francesca Civerchia (* 18. September 1977) ist eine san-marinesische Politikerin (PDCS) und seit Oktober 2024 eine der beiden Capitani Reggenti von San Marino.

## Frühes Leben und Karriere
Civerchia schloss ihr Studium der Gesundheitssoziologie ab und spezialisierte sich anschließend in den Bereichen Kommunikation (Master), Kriminologie, pathologische Abhängigkeiten und Behinderungen. Seit dem Jahr 2000 arbeitet sie als Soziologin am Sozialversicherungsinstitut von San Marino, wo sie für den Dienst für Behinderungen und stationäre Pflege verantwortlich ist.

## Politische Karriere
Seit 2013 ist Civerchia Mitglied der Sammarinesischen Christlich-Demokratischen Partei (PDCS) und dort im Zentralrat und in der Geschäftsführung. Bei den Parlamentswahlen 2019 wurde sie für die PDCS in den Großen und Allgemeinen Rat gewählt und 2024 wiedergewählt. Im Jahr 2021 brachte sie einen Gesetzesentwurf ein, der 2022 mit großer Mehrheit angenommen wurde. Dieser sieht Unterstützungsmaßnahmen für alleinerziehende Schwangere und Ein-Eltern-Familien in schwierigen sozialen und wirtschaftlichen Situationen vor. Sie ist seit 2019 Mitglied der ständigen Ratskommission für Hygiene und Gesundheit sowie der Kommission für auswärtige Angelegenheiten. Zudem gehört sie der Ratskommission zur Untersuchung möglicher politischer oder administrativer Verantwortlichkeiten von Kreditgesellschaften an.
Weiterhin war sie Mitglied des Rates der Zwölf und Leiterin der Delegation bei der Parlamentarischen Versammlung des Mittelmeers. Zusammen mit Dalibor Riccardi wurde sie zur Capitano Reggente für den Zeitraum vom 1. Oktober 2024 bis zum 1. April 2025 gewählt.